# Бањатуро (Л'Аквила)
Бањатуро (итал. Bagnaturo) је насеље у Италији у округу Л'Аквила, региону Абруцо.
Према процени из 2011. у насељу је живело 447 становника. Насеље се налази на надморској висини од 346 м.